# 格蘭德貝里克羅斯羅茲 (阿拉巴馬州)
格蘭德貝里克羅斯羅茲（英語：Grandberry Crossroads）是一個位於美國阿拉巴馬州亨利縣的非建制地區。該地的面積和人口皆未知。

## 地理
格蘭德貝里克羅斯羅茲的座標為31°21′16″N 85°13′43″W / 31.35444°N 85.22861°W，而該地的平均海拔高度為95米（即312英尺）。